# Městský dům čp. 87 (Vidnava)
Městský dům č. p. 87 je rohový dům v Radniční ulici v sousedství domu č. p. 86 ve Vidnavě v okrese Jeseník. Byl zapsán do seznamu kulturních památek ČR před rokem 1988 a je součástí městské památkové zóny Vidnava.

## Historie
Významný urbanistický rozvoj města probíhal na přelomu 15. a 16. století; vyvrcholil v roce 1551 výstavbou renesanční radnice. Další vliv na renesanční přestavbu města měl požár v roce 1574. V období třicetileté války město v roce 1632 vyhořelo a znovu se obnovovalo. Další přestavby v podobě dolnoslezského baroka přišly po požáru části města v roce 1713. Rozvoj plátenictví znamenal rozvoj výstavby po skončení sedmileté války. V třicátých letech 19. století byla zbourána převážná část hradeb i obě městské brány. Podle mapy stabilního katastru lze zaznamenat růst města jehož vrcholem je rok 1850, kdy se soudím okresem stal Jeseník. Ve Vidnavě pak byly nejvýznamnějšími stavbami nová radnice (1867), gymnázium (1871), škola (1887) s kaplí (1898) a filiálním domem (1914) boromejek, kostel svatého Františka z Assisi (1897) nebo stavba železnice (1897). V období první republiky začala Vidnava upadat. V druhé polovině 20. století byla řada cenných měšťanských domů zbořena nebo zcela přestavěna. Na místo nich byly postaveny panelové domy. V roce 1992 bylo po vyhlášení památkové zóny městské historické jádro konsolidováno.
Mezi domy památkové zóny patří nárožní barokní dům na Radniční ulici čp. 87, který byl postaven na středověkém jádře kolem roku 1800 a mnohokrát upravován. V barokním štítu byla odhalena iluzorní nástěnná malba. Dům byl v roce 1969 přestavěn, v roce 1972 byla obnovená fasáda. Po provedených rekonstrukcích bylo zachováno pouze hlavní průčelí.

## Popis
Měšťanský dům je pozdně barokní rohová jednopatrová čtyřosá stavba krytá sedlovou střechou. Průčelí je omítnuto hladkou omítkou a ukončeno korunní římsou. V přízemí byl prolomen ve druhé ose zleva vchod a dvě okna. Okna v patře jsou pravoúhlá v šambránách. Nad patrem je hladký konkávně prohnutý štít se zdvojenými pilastry po stranách. Mezi pilastry jsou v ose štítu dvě pravoúhlá okna. Pilastry nesou římsu, na které je barokně zvlněný nádstavec s oknem. Po stranách štítu jsou volutová křídla s ořímsovanou atikou a na vnějších bocích ukončenou malými pilíři. Uvnitř před přestavbou byly v mázhausu dvě pole hřebínkoé klenby se středním pasem.